# Nuevo Capirio
Nuevo Capirio är en ort i Mexiko.   Den ligger i kommunen Múgica och delstaten Michoacán de Ocampo, i den södra delen av landet, 300 km väster om huvudstaden Mexico City. Nuevo Capirio ligger 218 meter över havet och antalet invånare är 785.
Terrängen runt Nuevo Capirio är platt åt nordost, men åt sydväst är den kuperad. Runt Nuevo Capirio är det glesbefolkat, med 16 invånare per kvadratkilometer. Närmaste större samhälle är Nueva Italia de Ruiz, 18,0 km norr om Nuevo Capirio. Omgivningarna runt Nuevo Capirio är en mosaik av jordbruksmark och naturlig växtlighet.